# Herb Orzysza
Herb Orzysza – jeden z symboli miasta Orzysz i gminy Orzysz w postaci herbu.

## Wygląd i symbolika
Herb przedstawia na białej tarczy wizerunek czarnego orła ze złotą koroną na głowie, trzymającego berło skrzyżowane z mieczem, oparte na niebieskiej poduszce wyłożonej na rogu obfitości wypełnionym kwiatami, wspartym na czerwonym postumencie.
Wizerunek herbowy nawiązuje do Orła pruskiego.

## Historia
W marcu 1725 roku król Prus Fryderyk Wilhelm I nadał Orzyszowi prawa miejskie oraz herb.